# 濵中裕明
濵中 裕明（はまなか ひろあき、1971年2月19日 - ）は日本の数学者。
兵庫教育大学教授。専門は代数的位相幾何学。博士（理学）（京都大学、1996年）。東京都府中市出身。

## 略歴
- 1989年、桐朋高校卒業（西島秀俊と同期）
- 1993年、京都大学理学部卒業
- 1995年、京都大学大学院理学研究科修士課程修了
- 1996年、京都大学大学院大学院博士後期課程修了
- 1997年、兵庫教育大学学校教育学部講師
- 2003年、兵庫教育大学学校教育学部助教授
- 2005年、兵庫教育大学大学院学校教育研究科助教授
- 2007年、兵庫教育大学大学院学校教育研究科准教授